# Бой за Рупелския пролом
Боят за Рупелския пролом или Боят за Демир Хисар е сражение, състояло се на 26-27 юни (9-10 юли нов стил) 1913 година, по време на Междусъюзническата война, между български и гръцки войски. Завършва с поражение на българите и овладяване на пролома от гърците.

## Предистория
Претърпяла поражения при Лахна и Кукуш в първите дни на войната, българската Втора армия (генерал Никола Иванов) се оттегля на север, към Беласица. Армията се разделя на три групи за прикритие, съответно, на направленията през Струмица, Рупелското дефиле и долината на Места. Централната група (в състав 2-ра бригада от Трета балканска дивизия, 1-ва бригада от Десета сборна дивизия, Сярската и Драмската бригада, командвани от генерал Иван Сарафов) заема за отбрана позиции южно от Рупел, между селата Ветрен – Герман.
В преследване на българите, гръцката армия също се разделя, но на две групировки. Главните сили (пет пехотни дивизии и конна бригада) сформират западната група, която след боя при Дойран (23 юни) се отправя през беласишкото било към Струмица, а оттам през Петрич трябва да заходи в тил на българите в Рупелското дефиле. Източната група (1-ва, 6-а и 7-а пехотна дивизия, начело с генерал Емануил Манусоянакис) има за цел да атакува дефилето от фронта.

## Ход
Българската отбрана е разделена на две от Струма. Поради липсата на брод в този район, маневрирането между двата бряга става основно по близкия железопътен мост, но той е пред позицията и изложен на неприятелски обстрел. Генерал Сарафов разполага главните си сили (три бригади и два полка пехота) на източния бряг от съображението, че той е по-удобен за развръщане на противниковата пехота. Генерал Манусоянакис обаче атакува с основните си сили (две дивизии) по западния бряг, където е останала само една бригада с резерв от един пехотен полк.
В първия ден на боя, 26 юни, гръцките войски, атакуващи откъм Хаджи Бейлик, отблъскват предната българска стража от село Кешишлък, но по-нататъшното им напредване е спряно от българска дългобойна артилерия. През нощта срещу 27 юни части от 1-ва гръцка дивизия успяват да изкарат две батареи на удобна позиция над десния бряг на Струма и на разсъмване подновяват настъплението. Под силен вражески огън Сарафов започва да прехвърля подкрепления от левия бряг, но късно – десният фланг отстъпва, последван от всички останали български войски. Отстъплението през единственото шосе на север се извършва безредно. Гърците пленяват част от българската артилерия, но не преследват войските на Сарафов и те успяват да се изтеглят през Рупелското дефиле. Западната гръцка групировка завладява Струмица още на 25 юни, но няма време да прегради пътя им за отстъпление.